# Aeropuerto de Haugesund-Karmøy
El Aeropuerto de Haugesund-Karmøy (en noruego: Haugesund lufthavn, Karmøy) (IATA: HAU, OACI: ENHD) está situado a 15 km al sur de Haugesund, dentro del término municipal de Karmøy, en la provincia de Rogaland, Noruega.
Fue inaugurado en 1975 y está controlado por la empresa estatal Avinor.

## Aerolíneas y destinos

### Destinos nacionales
| Ciudades | Aeropuerto                    | Aerolíneas    | Aeronaves | Frecuencias semanales |
| Noruega  | Noruega                       | Noruega       | Noruega   | Noruega               |
| -------- | ----------------------------- | ------------- | --------- | --------------------- |
| Bergen   | Aeropuerto de Bergen-Flesland | Widerøe       |           |                       |
| Oslo     | Aeropuerto de Oslo-Gardermoen | Norwegian SAS | B737 A3xx |                       |

### Destinos internacionales
| Ciudades por países | Nombre del aeropuerto                         | Aerolíneas                                           | Aeronaves | Frecuencias semanales |
| Europa              | Europa                                        | Europa                                               | Europa    | Europa                |
| ------------------- | --------------------------------------------- | ---------------------------------------------------- | --------- | --------------------- |
| España              |                                               |                                                      |           |                       |
| Alicante            | Aeropuerto de Alicante-Elche Miguel Hernández | Norwegian                                            | B737      |                       |
| Gran Canaria        | Aeropuerto de Gran Canaria                    | Norwegian (Chárter Estacional)                       | B737      |                       |
| Málaga              | Aeropuerto de Málaga-Costa del Sol            | Norwegian (Estacional)                               | B737      |                       |
| Palma de Mallorca   | Aeropuerto de Palma de Mallorca               | Braathens International Airways (Chárter Estacional) | A3xxceo   |                       |
| Grecia              |                                               |                                                      |           |                       |
| La Canea            | Aeropuerto Internacional de La Canea          | Aegean Airlines (Chárter Estacional)                 | A32x      |                       |
| Polonia             |                                               |                                                      |           |                       |
| Gdansk              | Aeropuerto de Gdańsk-Lech Wałęsa              | Wizz Air                                             | A32x      |                       |

## Estadísticas
Ver fuente y consulta Wikidata.

## Transporte terrestre
El aeropuerto cuenta con un aparcamiento de corta estancia y tres de larga estancia al norte y este de la terminal. También posee servicio de taxis y de alquiler de coches.
Asimismo, existe un autobús que conecta el centro de Haugesund con el aeropuerto.